# Jean Evrard Kouassi
Jean Evrard Kouassi (N'Damien, 25 settembre 1994) è un calciatore ivoriano, attaccante dell'Umm-Salal e della nazionale ivoriana.

## Carriera

### Club
L'8 gennaio 2013 si accasa tra le file dell'Hajduk Spalato. Il 16 febbraio seguente fa il suo debutto con i Bili, subentra al posto di Ivan Vuković nel match esterno di campionato vinto 0-2 contro lo Slaven Belupo. Due mesi dopo, sempre con in casa dei Farmaceuti, trova la sua prima rete con la squadra spalatina. Il 22 maggio dello stesso anno disputa per intero la finale di ritorno della vittoriosa campagna di Coppa di Croazia. Il 3 marzo 2015, dopo 78 presenze e 18 reti in partite ufficiali con i Majsoti s mora, inizia la sua avventura in Cina trasferendosi nello Shanghai Haigang.

### Nazionale
Dopo aver giocato con la nazionale Under-17, nel 2021 ha esordito in nazionale maggiore; è stato convocato per la Coppa delle nazioni africane 2021.

## Statistiche

### Presenze e reti nei club
Statistiche aggiornate al 10 gennaio 2025.
| Stagione              | Squadra               | Campionato            | Campionato | Campionato | Coppe nazionali | Coppe nazionali | Coppe nazionali | Coppe continentali | Coppe continentali | Coppe continentali | Altre coppe | Altre coppe | Altre coppe | Totale | Totale |
| Stagione              | Squadra               | Comp                  | Pres       | Reti       | Comp            | Pres            | Reti            | Comp               | Pres               | Reti               | Comp        | Pres        | Reti        | Pres   | Reti   |
| --------------------- | --------------------- | --------------------- | ---------- | ---------- | --------------- | --------------- | --------------- | ------------------ | ------------------ | ------------------ | ----------- | ----------- | ----------- | ------ | ------ |
| gen.-giu. 2013        | Hajduk Spalato        | 1. HNL                | 13         | 2          | CC              | -               | -               | UEL                | -                  | -                  | -           | -           | -           | 13     | 2      |
| 2013-2014             | Hajduk Spalato        | 1. HNL                | 30         | 5          | CC              | 4               | 2               | UEL                | 2                  | 0                  | SC          | 0           | 0           | 36     | 7      |
| 2014-feb. 2015        | Hajduk Spalato        | 1.HNL                 | 16         | 6          | CC              | 2               | 1               | UEL                | 6                  | 1                  | -           | -           | -           | 24     | 8      |
| Totale Hajduk Spalato | Totale Hajduk Spalato | Totale Hajduk Spalato | 59         | 13         |                 | 6               | 3               |                    | 8                  | 1                  |             | 0           | 0           | 73     | 17     |
| 2015                  | Shanghai Haigang      | CSL                   | 18         | 4          | CC              | 1               | 0               | -                  | -                  | -                  | -           | -           | -           | 19     | 4      |
| 2016                  | Shanghai Haigang      | CSL                   | 27         | 8          | CC              | 2               | 0               | ACL                | 0                  | 0                  | -           | -           | -           | 29     | 8      |
| Totale Shanghai SIPG  | Totale Shanghai SIPG  | Totale Shanghai SIPG  | 45         | 12         |                 | 3               | 0               |                    | 0                  | 0                  |             | -           | -           | 48     | 12     |
| 2017                  | Wuhan Yangtze River   | CL1                   | 23         | 7          | CC              | 0               | 0               | -                  | -                  | -                  | -           | -           | -           | 23     | 7      |
| 2018                  | Wuhan Yangtze River   | CL1                   | 26         | 15         | CC              | 0               | 0               | -                  | -                  | -                  | -           | -           | -           | 26     | 15     |
| 2019                  | Wuhan Yangtze River   | CSL                   | 23         | 12         | CC              | 0               | 0               | -                  | -                  | -                  | -           | -           | -           | 23     | 12     |
| 2020                  | Wuhan Yangtze River   | CSL                   | 12+8       | 5+4        | CC              | 0               | 0               | -                  | -                  | -                  | -           | -           | -           | 20     | 9      |
| 2021                  | Wuhan Yangtze River   | CSL                   | 13         | 5          | CC              | 0               | 0               | -                  | -                  | -                  | -           | -           | -           | 13     | 5      |
| Totale Wuhan Zall     | Totale Wuhan Zall     | Totale Wuhan Zall     | 105        | 48         |                 | 0               | 0               |                    | -                  | -                  |             | -           | -           | 105    | 48     |
| gen.-giu. 2022        | Trabzonspor           | SL                    | 11         | 0          | TK              | 3               | 1               | UECL               | -                  | -                  | -           | -           | -           | 14     | 1      |
| set. 2022             | Trabzonspor           | SL                    | 5          | 0          | TK              | 0               | 0               | UCL                | 2                  | 0                  | ST          | 1           | 0           | 8      | 0      |
| Totale Trabzonspor    | Totale Trabzonspor    | Totale Trabzonspor    | 16         | 0          |                 | 3               | 1               |                    | 2                  | 0                  |             | 1           | 0           | 22     | 1      |
| set. 2022-gen. 2023   | Fatih Karagümrük      | SL                    | 12         | 3          | TK              | 1               | 1               | -                  | -                  | -                  | -           | -           | -           | 13     | 4      |
| 2023                  | Zhejiang Zhiye        | CSL                   | 22         | 6          | CC              | 0               | 0               | ACL                | 6                  | 0                  | -           | -           | -           | 22     | 6      |
| 2024                  | Zhejiang Zhiye        | CSL                   | 26         | 6          | CC              | 1               | 0               | ACL2               | 6                  | 4                  | -           | -           | -           | 33     | 10     |
| Totale Zhejiang Zhiye | Totale Zhejiang Zhiye | Totale Zhejiang Zhiye | 48         | 12         |                 | 1               | 0               |                    | 12                 | 4                  |             |             |             | 55     | 16     |
| Totale carriera       | Totale carriera       | Totale carriera       | 285        | 88         |                 | 14              | 5               |                    | 22                 | 5                  |             | 1           | 0           | 322    | 98     |

### Cronologia presenze e reti in nazionale
| Cronologia completa delle presenze e delle reti in nazionale ― Costa d'Avorio | Cronologia completa delle presenze e delle reti in nazionale ― Costa d'Avorio | Cronologia completa delle presenze e delle reti in nazionale ― Costa d'Avorio | Cronologia completa delle presenze e delle reti in nazionale ― Costa d'Avorio | Cronologia completa delle presenze e delle reti in nazionale ― Costa d'Avorio | Cronologia completa delle presenze e delle reti in nazionale ― Costa d'Avorio | Cronologia completa delle presenze e delle reti in nazionale ― Costa d'Avorio | Cronologia completa delle presenze e delle reti in nazionale ― Costa d'Avorio |
| Data                                                                          | Città                                                                         | In casa                                                                       | Risultato                                                                     | Ospiti                                                                        | Competizione                                                                  | Reti                                                                          | Note                                                                          |
| ----------------------------------------------------------------------------- | ----------------------------------------------------------------------------- | ----------------------------------------------------------------------------- | ----------------------------------------------------------------------------- | ----------------------------------------------------------------------------- | ----------------------------------------------------------------------------- | ----------------------------------------------------------------------------- | ----------------------------------------------------------------------------- |
| 30-3-2021                                                                     | Abidjan                                                                       | Costa d'Avorio                                                                | 3 – 1                                                                         | Etiopia                                                                       | Qual. Coppa d'Africa 2021                                                     | 1                                                                             |                                                                               |
| 3-9-2021                                                                      | Maputo                                                                        | Mozambico                                                                     | 0 – 0                                                                         | Costa d'Avorio                                                                | Qual. Mondiali 2022                                                           | -                                                                             | 62’                                                                           |
| 6-9-2021                                                                      | Abidjan                                                                       | Costa d'Avorio                                                                | 2 – 1                                                                         | Camerun                                                                       | Qual. Mondiali 2022                                                           | -                                                                             | 83’                                                                           |
| 8-10-2021                                                                     | Soweto                                                                        | Malawi                                                                        | 0 – 3                                                                         | Costa d'Avorio                                                                | Qual. Mondiali 2022                                                           | -                                                                             | 72’                                                                           |
| 13-11-2021                                                                    | Cotonou                                                                       | Costa d'Avorio                                                                | 3 – 0                                                                         | Mozambico                                                                     | Qual. Mondiali 2022                                                           | -                                                                             | 70’                                                                           |
| 16-11-2021                                                                    | Douala                                                                        | Camerun                                                                       | 1 – 0                                                                         | Costa d'Avorio                                                                | Qual. Mondiali 2022                                                           | -                                                                             | 69’                                                                           |
| 16-1-2022                                                                     | Douala                                                                        | Costa d'Avorio                                                                | 2 – 2                                                                         | Sierra Leone                                                                  | Coppa d'Africa 2021 - 1º turno                                                | -                                                                             | 82’                                                                           |
| 3-6-2022                                                                      | Yamoussoukro                                                                  | Costa d'Avorio                                                                | 3 – 1                                                                         | Zambia                                                                        | Qual. Coppa d'Africa 2023                                                     | -                                                                             | 64’                                                                           |
| 9-6-2022                                                                      | Johannesburg                                                                  | Lesotho                                                                       | 0 – 0                                                                         | Costa d'Avorio                                                                | Qual. Coppa d'Africa 2023                                                     | -                                                                             | 62’                                                                           |
| 27-9-2022                                                                     | Amiens                                                                        | Costa d'Avorio                                                                | 3 – 1                                                                         | Guinea                                                                        | Amichevole                                                                    | -                                                                             | 61’                                                                           |
| 16-11-2022                                                                    | Marrakech                                                                     | Costa d'Avorio                                                                | 4 – 0                                                                         | Burundi                                                                       | Amichevole                                                                    | -                                                                             | 68’                                                                           |
| 19-11-2022                                                                    | Marrakech                                                                     | Burkina Faso                                                                  | 2 – 1                                                                         | Costa d'Avorio                                                                | Amichevole                                                                    | -                                                                             | 61’                                                                           |
| 17-6-2023                                                                     | Ndola                                                                         | Zambia                                                                        | 3 – 0                                                                         | Costa d'Avorio                                                                | Qual. Coppa d'Africa 2023                                                     | -                                                                             | 62’                                                                           |
| 11-10-2024                                                                    | San-Pédro                                                                     | Costa d'Avorio                                                                | 4 – 1                                                                         | Sierra Leone                                                                  | Qual. Coppa d'Africa 2025                                                     | -                                                                             | 85’                                                                           |
| 15-10-2024                                                                    | Monrovia                                                                      | Sierra Leone                                                                  | 1 – 0                                                                         | Costa d'Avorio                                                                | Qual. Coppa d'Africa 2025                                                     | -                                                                             | 69’                                                                           |
| Totale                                                                        |                                                                               | Presenze                                                                      | 15                                                                            |                                                                               | Reti                                                                          | 1                                                                             |                                                                               |

## Palmarès

### Club

#### Competizioni nazionali
- Coppa di Croazia: 1

Hajduk Spalato: 2012-2013
- China League One: 1

Wuhan Zall: 2018
- Campionato turco: 1

Trabzonspor: 2021-2022
- Supercoppa di Turchia: 1

Trabzonspor: 2022